# Raspall de cabells

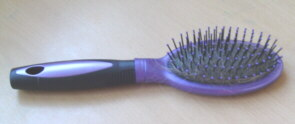
Raspall per als cabells.

El raspall dels cabells o dels pèls (destinat als animals) és un raspall utilitzat per a la higiene personal que serveix per a desembolicar i pentinar els cabells. Consta d'un capçal en el qual es disposen una sèrie de pues rígides o semirígides i un mànec per a agafar-lo més fàcilment.
El raspall s'usa fent lliscar-lo suaument pels cabells, del naixement cap enfora i acabant en les puntes. Poden estar fets de fusta, metall, plàstic. Les pues poden ser de dos tipus: 
- Naturals, de pèl de senglar. Són les més cares i n'hi ha de diverses grossors. Són especialment útils per a allisar els cabells.
- Artificials, de niló. N'hi ha de diverses grossors i llargades. Són recomanables les que acaben en una punta roma per a no fer mal o danyar el cuir cabellut.

Els raspalls es venen en adrogueries, perfumeries, grans magatzems o farmàcies i s'utilitzen per a la cura personal tant a la llar com en establiments de perruqueria.

## Tipus de raspalls
Es poden distingir els següents tipus de raspalls:

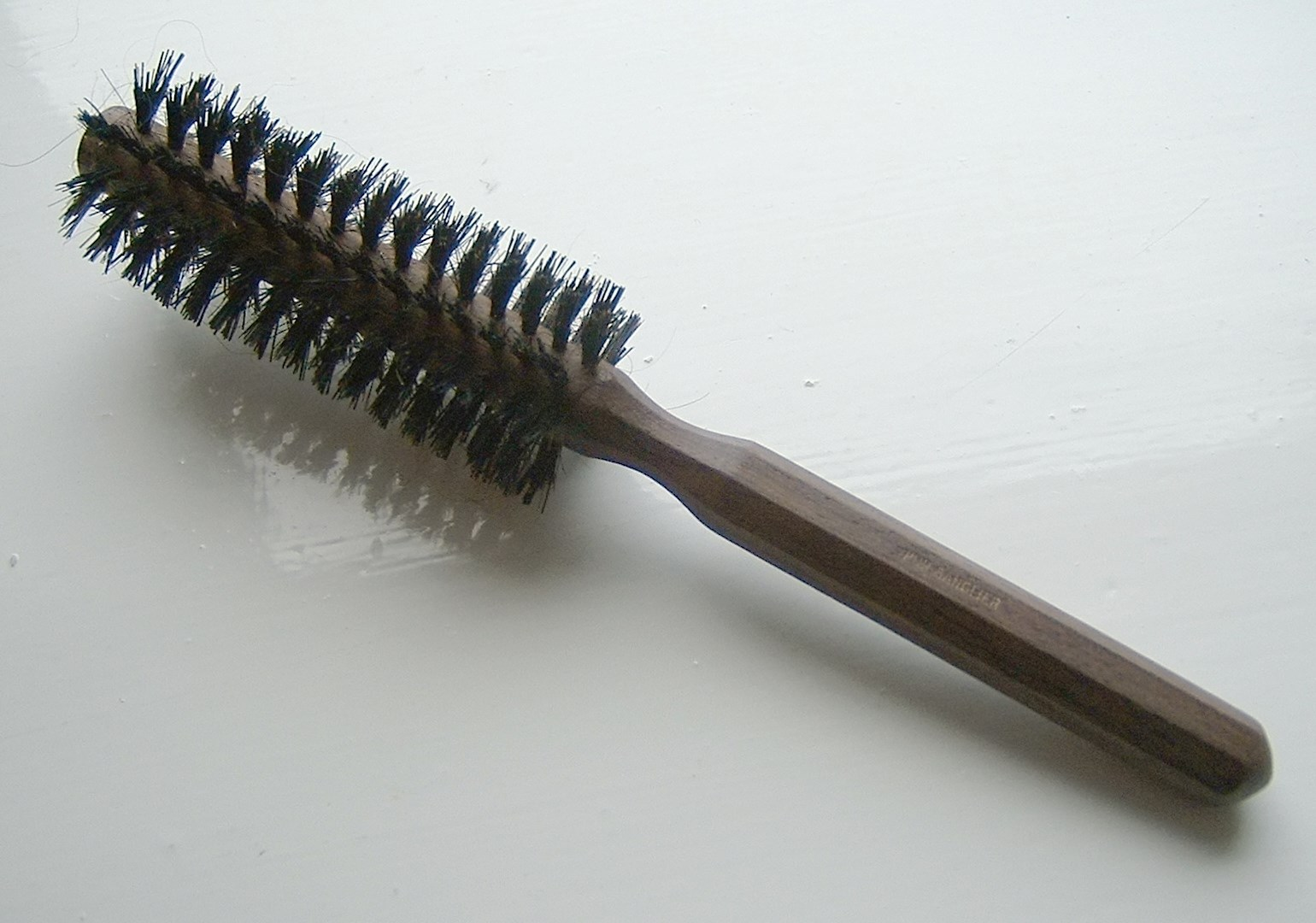
Raspall rodó.

- Raspalls rodons. Té pues en tot el seu perímetre. S'utilitzen per a modelar els cabells, creant rínxols i ones o simplement allisar-los durant l'assecatge. Com més petit és el raspall més petits són els rínxols que es formen. Dins dels rodons, es troben els raspalls tèrmics. Estan fabricats de metall i se'ls aplica calor. S'utilitzen per a donar forma als cabells molls.
- Raspalls plans. S'utilitzen per a donar textura als cabells.
- Raspalls encoixinats. Les pues van inserides en un coixí al cap del raspall. Són habituals per a qualsevol tipus de cabells i per a ús diari.
- Pintes o pintes verticals. Són pintes amb pues molt amples que permeten de tractar els cabells delicadament sense danyar-los.

També existeixen raspalls destinats a desembullar i pentinar els pèls dels animals. Els raspalls per a gats poden ser de pues fines de metall en cas que s'usin per a desembolicar o de verres fines si serveixen per a allisar i pentinar. En els cavalls, s'utilitza per a treure la brutícia dels pèls, el crin i la cua.